# Jakub Sebastian Bałdyga
Jakub Sebastian Bałdyga, Kuba Bałdyga (ur. 29 lipca 1975 w Warszawie) – polski producent filmowy i telewizyjny, scenarzysta i pomysłodawca formatów.

## Życiorys
Od 1998 członek grupy filmowej Filmotwórnia. Był kierownikiem produkcji pierwszego polskiego talk-show Wieczór z Jagielskim, który w 2000 i 2001 zdobył Telekamery w kategorii najlepszy talk-show.
Zrealizował między innymi cykl 100 odcinków programu rozrywkowego Ukryta kamera oraz codzienny magazyn interwencyjny W akcji dla stacji RTL7. Wraz z Maciejem Chmielem, był współtwórcą programu Konsument dla stacji TVP2. Był jednym z polskich producentów programów kulinarnych Kuchnia+, takich jak: Adam po pracy (2009), Natura kuchni polskiej (2010), Kuroniowie rozgryzają (2010) czy David w Europie (2013).
Jako właściciel TV Working Studio, ma na swoim koncie realizacje serii dokumentalnych: Planete+ Naturalnie Polska (2015), Canal+Discovery Tajemnice Wraków Bałtyku (2018), Canal+Discovery Kwatery Hitlera (2019), Discovery Channel Kolejarze (2019), Canal+ Złombol (2020).
W 2016 wydał książkę – album autorstwa Mikołaja Długosza pt. Latem w mieście, zbiór fotografii z archiwalnych pocztówek wykonanych w czasach PRL. Współautorką tekstów jest Dorota Masłowska. Był również członkiem zarządu fundacji Bęc Zmiana.